# Marcelino Bilbao Bilbao
Marcelino Bilbao Bilbao (Alonsotegi, 16 de gener de 1920 - Poitiers, 25 de gener de 2014) fou un activista polític i militar basc, tinent del batalló Isaac Puente de la Confederació Nacional del Treball del País Basc i supervivent del camp de concentració de Mauthausen i del camp de concentració d'Ebensee.

## Biografia
Orfe de naixement, va deixar l'escola als dotze anys. Va treballar temporalment en la mina La Primitiva de Kastrejana (Barakaldo). Poc després va començar a treballar a la fàbrica de filatures de jute Rica.

### Guerra Civil
Durant la Segona República espanyola, va ser membre de les Joventuts Socialistes Unificades (JSU), però en esclatar la Guerra Civil espanyola es va unir al batalló Isaac Puente núm. 11 de l'Eusko Gudarostea, la núm. 3 de la Confederació Nacional del Treball de País Basc.
El novembre de 1936, va participar en l'ofensiva de Villarreal. Al febrer i març de 1937, Marcelino Bilbao va lluitar amb el batalló Isaac Puente en la conquesta d'Oviedo, integrat en la 1a Brigada de les Brigades Expedicionàries Basques. Davant l'ofensiva del general Mola, va participar en la retirada dels fronts guipuscoans, va ser testimoni directe del bombardeig de Guernica i va lluitar en la batalla de Sollube. Després de la caiguda del Cinturó de Ferro de Bilbao va passar a Santander i d'allí a Astúries, participant en la batalla d'El Mazucu. En aquesta batalla tot el batalló va ser condecorat amb la Medalla de la Llibertat (màxima distinció de la II República Espanyola) concedit per Belarmino Tomás, president del Consell Sobirà d'Astúries i Lleó, al comandant del batalló, Antonio Teresa de Miguel.
A la caiguda del front nord, va aconseguir embarcar a Avilés rumb a Bordeus. Des d'allí va ser traslladat amb tren fins a Catalunya. Al desembre de 1937 Marcelino Bilbao es va enquadrar i va manar la 63a Companyia de metralladores Maxim de la Defensa Especial Contra Aeronaus (DECA) de l'Exèrcit Popular de la República (EPR).
Sota la seva direcció la unitat va lluitar en la batalla de Terol (febrer de 1938), on va conèixer Valentín González, El Campesino. Després de la fracassada ofensiva sobre Terol, la companyia va retrocedir fins a arribar a Lleida, on va coincidir amb Valentín González (El Campesino) i Enrique Líster. Durant l'estiu de 1938 va participar en la batalla de l'Ebre i va ser condecorat amb la Medalla al Valor. A la fi de 1938 Marcelino Bilbao va ser traslladat a la Bateria núm 528 Oerlikon de la Defensa Especial Contra Aeronaus (DECA) i el 9 de febrer va passar la frontera francesa per la Jonquera.

### Reclusió a França
Una vegada a França va estar en els camps de concentració de Sant Cebrià de Rosselló, Argelers, i Gurs. En aquest últim camp va conèixer José María Aguirre Salaberría, el seu futur cunyat i company de captivitat a Mauthausen.
A Gurs Marcelino va ingressar en la Companyia Estrangera de Treballadors i va ser adscrit a la “26 companyia de treball”. Després d'una curta estada en el camp de concentració de Sètfonts va ser traslladat a la Línia Maginot. Fet presoner pels nazis s Epinal al juny de 1940, el van traslladar al Stalag V D d'Estrasburg (nombre d'identificació 3293).

### Deportació als camps de concentració nazis

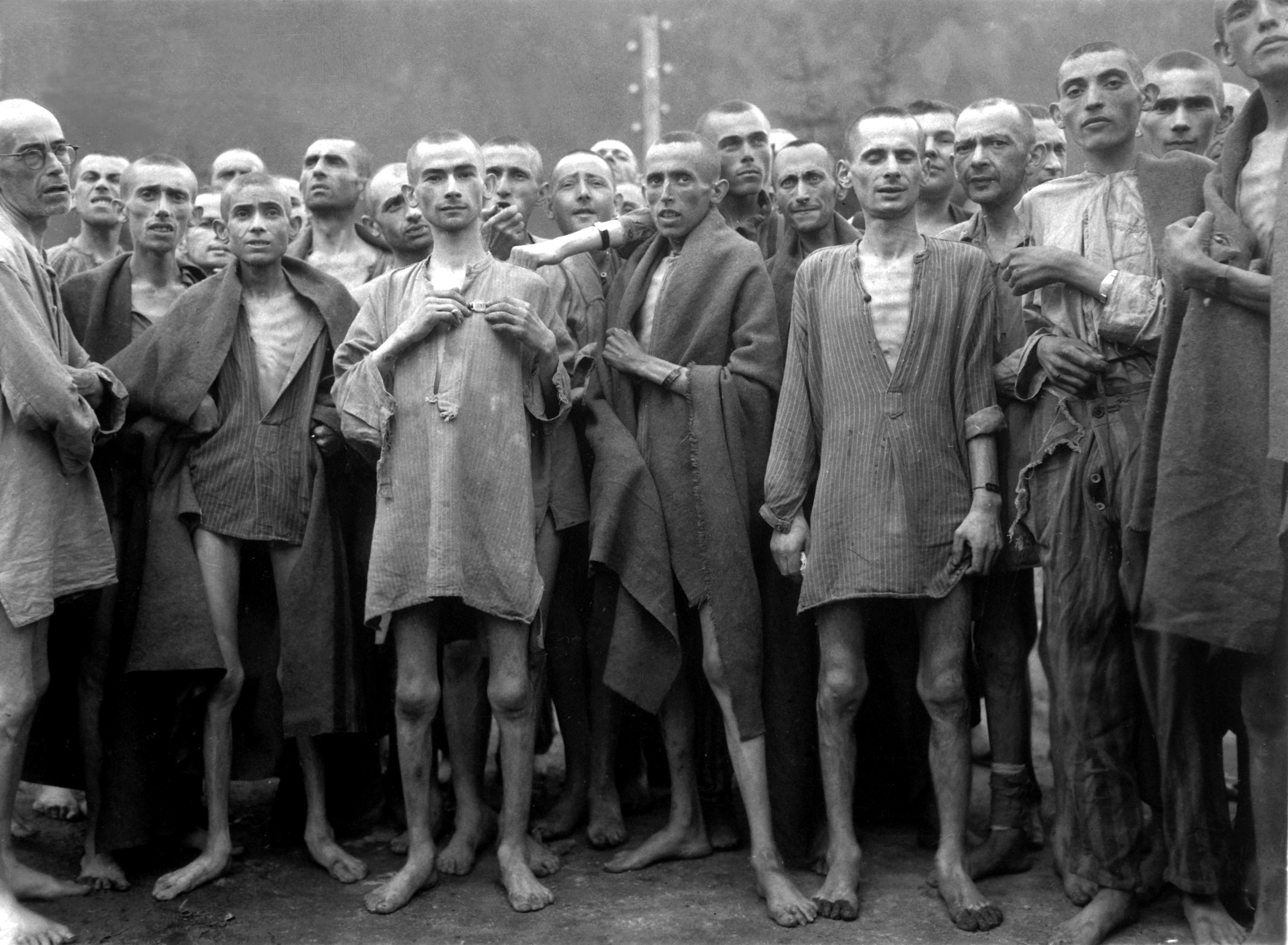
Presoners del camp de concentració d'Ebensee.

El 13 de desembre de 1940 va ser deportat al camp de concentració de Mauthausen (Àustria) amb el número d'identificació 4628. Allí va treballar durant dos anys en la coneguda pedrera de Mauthausen, i va aconseguir sobreviure gràcies a la seva picardia i la seva joventut. Durant la seva estada a Mauthausen va participar com a cobai en un experiment que el doctor nazi Aribert Heim va dur a terme amb 30 presoners mitjançant elements tòxics i dels quals solament van sobreviure 7. Finalment el 10 d'abril de 1943 va abandonar definitivament Mauthausen per traslladar-se al camp de concentració d'Ebensee. Allí, gràcies a l'experiència adquirida i al grup de republicans espanyols, va aconseguir un lloc a la cuina del camp.
Davant la retirada dels nazis de tots els fronts, va participar en l'aparell de resistència del camp creat a fi d'evitar la matança dels presoners. El 5 de maig de 1945 el camp de concentració d'Ebensee va ser alliberat. Després d'una última odissea per Àustria al costat d'altres companys va aconseguir arribar a peu fins a París, on va ser atès pel Govern Francès.

## Homenatge
El 18 de juny de 2006 va rebre a Bilbao, al costat d'altres companys de les milícies confederals basques, un homenatge oficial de la CNT. Els darrers anys de la seva vida va viure a França.

## Llegat
El 1969 va escriure les seves vivències sobre el genocidi de Mauthausen en el llibre Triángulo Azul: Los republicanos españoles en Mauthausen de Manuel Razola i Mariano Constante. En 2002 Euskal Telebista (ETB) va estrenar el documental Esclaus bascos del III Reich, on va donar a conèixer el seu testimoniatge. L'any 2004 va participar en el documental Más allá de la alambrada: la memoria del horror del director Pau Vergara. El 30 d'octubre del 2005 va narrar en el periòdic El Mundo la seva vivència amb el doctor Aribert Heim.